# Мішотіно
Мішо́тіно (рос. Мишотино) — присілок у складі Котельницького району Кіровської області, Росія. Входить до складу Вишкільського сільського поселення.
Населення становить 17 осіб (2010, 37 у 2002).
Національний склад станом на 2002 рік — росіяни 97 %.